# Liddes
Liddes (toponimo francese) è un comune svizzero di 755 abitanti del Canton Vallese, nel distretto di Entremont.

## Geografia fisica
Liddes si trova nella val d'Entremont.

## Monumenti e luoghi d'interesse
- Chiesa cattolica di San Giorgio (già di Santo Stefano), eretta nel XII secolo[1].

## Società

### Evoluzione demografica
L'evoluzione demografica è riportata nella seguente tabella:
Abitanti censiti

## Geografia antropica

### Frazioni

Chandonne

- Chandonne
- Chez-Petit
- Drance
- Fontaine
- Fornex
- Les Moulins
- Liddes-Ville
- Palasui
- Rive-Haute
- Vichères

## Amministrazione
Ogni famiglia originaria del luogo fa parte del cosiddetto comune patriziale e ha la responsabilità della manutenzione di ogni bene ricadente all'interno dei confini del comune.